# Agrostis drummondiana
Agrostis drummondiana é uma espécie de gramínea do gênero Agrostis, pertencente à família Poaceae.